# 내 이웃의 아내
내 이웃의 아내는 한국에서 제작된 정대만 감독의 2016년 멜로/로맨스 영화이다. 김진선 등이 주연으로 출연하였다.

## 출연
- 김진선 : 윤정 역
- 김건 : 승훈 역
- 민재하 : 태곤 역
- 오미선 : 희연 역
- 이재순 : 옥분 역
- 임소미 : 상미 역
- 최정원 : 시어머니 역
- 김영란 : 여종업원 역
- 김정수 : 테니스 남1 역
- 송영주 : 테니스 남2 역
- 정미나 : 테니스 여1 역
- 박정숙 : 테니스 여2 역
- 이미영 : 테니스 여3 역
- 조숙현 : 테니스 여4 역
- 유승현 : 통장 역 (우정출연)
- 임채선 : 펜션주인 역 (우정출연)

## 제작진
- 각색: 정대만
- 프로듀서: 최준호
- 제작부장: 김민성
- 제작부: 함재영
- 조명: 고봉성
- 연출부: 김정현
- 연출부: 성기욱
- 조감독: 김지영
- 동시녹음: 전상준
- 믹싱: 정수연
- 분장: 한지은
- 의상: 한지은
- 캐스팅: 최우진
- 스토리보드: 장유진
- 촬영팀: 나윤영
- 데이터매니저: 한상록
- 조명팀: 임병준
- 붐 오퍼레이터: 이시영
- 분장/헤어: 정은하
- 사운드 디자인: 정수연
- 보조출연: 이종민